# Columba palumboides
La paloma de las Andamán (Columba palumboides) es una especie de ave columbiforme de la familia Columbidae. En la India se lo considera el ave estatal de las Islas Andamán y Nicobar.

## Distribución geográfica y hábitat
Es endémica de las selvas de las islas Andamán y Nicobar, pertenecientes a la India, y de las islas Coco, de Birmania.

## Estado de conservación
Se encuentra amenazada por la pérdida de su hábitat natural y quizá por su caza.